# آراکی ماتائمون
آراکی ماتائمون (به ژاپنی: 荒木 又右衛門 Araki Mataemon)؛ ۱۵۹۸ /۱۵۹۹ – ۱۶۳۸) سامورایی در دوره ادو اهل ژاپن بود. او بنیانگذار هنر رزمی کوبودو بود که به عنوان یاگیوشینگان ریو نیز شناخته می‌شود.
آراکی ماتائمون یک جنگجوی قوی بود و دشمنی او علیه سامورایی کاوایی ماتاگورو یکی از مشهورترین دشمنی‌ها در ژاپن است. کاوایی ماتاگورو برادر زن آراکی ماتائمون، واتانابه کازوما را به علت حسادت کشت سپس با استفاده از دوستان پدر و خاندانش که به توکوگاوا ایه‌یاسو منسوب بودند، به یک قلمروی دیگر گریخت. در آن زمان قانون آدائوچی وجود داشت که به یک سامورایی اجازه می‌داد تا انتقام خون برادر بزرگترش را بگیرد اما برعکس آن اجازه داده نمی‌شد. پس از چند سال ماتائمون و اربابش راهی پیدا کردند تا بالاخره اجازه انتقام یا آدائوچی را دریافت کردند. آنها در نبرد کاگیا تسوجی جنگیدند و ماتاگورو و فقط یک سامورایی دیگر را که به مقصر کمک می‌کرد، کشتند. به نظر می‌رسد در آن زمان، کازوما تنها دستیار ماتائمون بود.
اراکی ماتائمون در سال ۱۶۳۸ بر اثر سم درگذشت. مقصر هرگز پیدا نشد.